# Seconda Divisione 1936-1937 (pallacanestro maschile)
La Seconda Divisione 1936-1937 ha rappresentato il terzo livello del 17º campionato italiano di pallacanestro maschile, organizzato dalla FIP.

## Sicilia

### Palermo

#### Classifica
|  | Pos. | Squadra              | Pt | G | V | P | PtF | PtS | Diff. |
|  | ---- | -------------------- | -- | - | - | - | --- | --- | ----- |
|  | 1.   | Dopolavoro Poli      | 8  | 4 | 4 | 0 | 98  | 44  | 54    |
|  | 2.   | F.G.C. Ribera        | 5  | 4 | 2 | 2 | 50  | 35  | 15    |
|  | 3.   | F.G.C. Castellammare | 3  | 4 | 0 | 4 | 36  | 109 | -73   |

Legenda:
      Ammessa alla finale regionale.
Regolamento:
Due punti a vittoria, uno a sconfitta.
Note:
F.G.C. Ribera e F.G.C. Castellammare hanno scontato 1 punto di penalizzazione.

### Messina
- Vince il F.G.C. Gigino Gattuso davanti a GUF Messina, FGC Scaletta, FGC Castroreale e FGC Milazzo[2].

### Finale regionale
| Messina 26 settembre 1937 | Gattuso | 12 – 17 | Poli |  |

| Palermo 1º ottobre 1937 | Poli | 22 – 10 | Gattuso |  |

Il Dopolavoro Pietro Poli di Palermo è campione regionale di Seconda Divisione in Sicilia.